# Monte Etchells
Il Monte Etchells è uno dei picchi rocciosi che costituiscono i La Grange Nunataks della Catena di Shackleton, nella Terra di Coats in Antartide. È alto circa 900 m e situato a ovest del Monte Beney.
Nel 1967 fu effettuata una ricognizione aerofotografica da parte degli aerei della U.S. Navy. Un'ispezione al suolo fu condotta dalla British Antarctic Survey (BAS) nel periodo 1968-71.
Ricevette l'attuale denominazione nel 1971 dal Comitato britannico per i toponimi antartici (UK-APC), in onore di William Etchells, meccanico dei motori diesel per la BAS nel periodo 1962-88 e che aveva operato nella catena dei Monti Shackleton tra il 1968 e 69.